# Vidua paradisaea
La vedova del paradiso (Vidua paradisaea (Linnaeus, 1758)) è un uccello passeriforme della famiglia Viduidae.

## Etimologia
Il nome scientifico della specie, paradisaea, è un chiaro riferimento a Paradisaea e agli uccelli del paradiso in generale, coi quali questi uccelli condividono (oltre ad una lontana parentela in seno ai passeriformi) la livrea vivace e le lunghe penne caudali dei maschi: il nome comune altro non è che la traduzione di quello scientifico.

## Descrizione

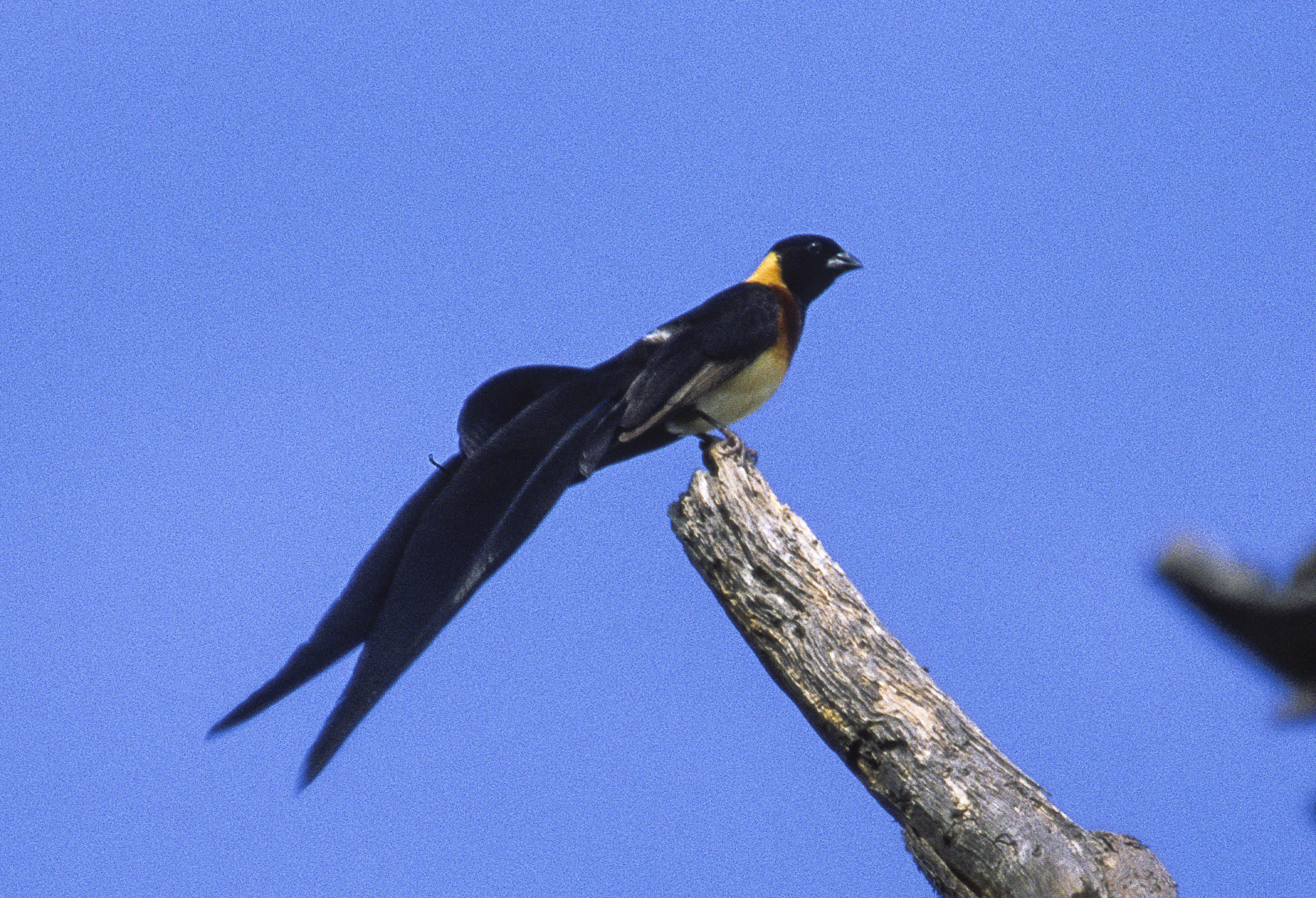
Maschio in Namibia.

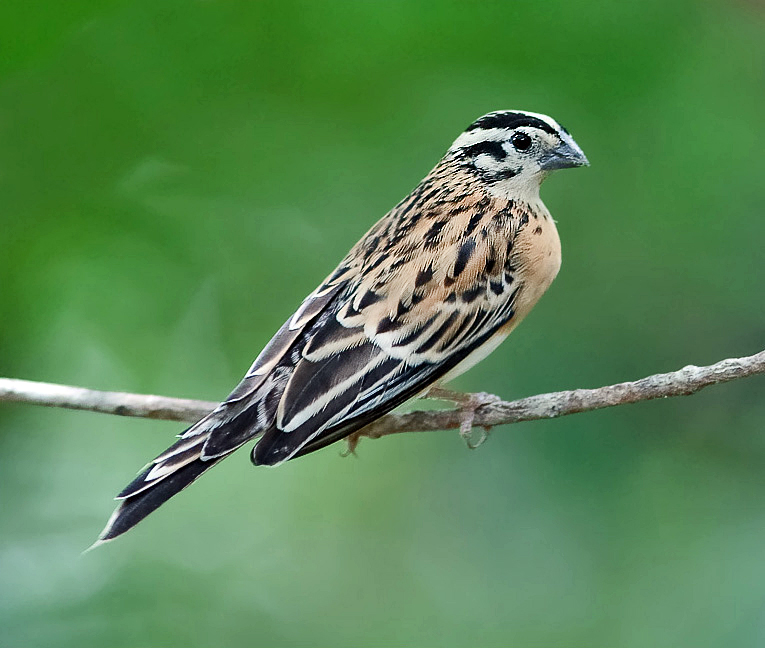
Femmina in natura.

### Dimensioni
Misura 13–14 cm di lunghezza, per 18-24 g di peso: i maschi in amore, grazie alle penne caudali, raggiungono i 36–39 cm di lunghezza.

### Aspetto
Si tratta di uccelli dall'aspetto robusto ma slanciato, muniti di testa arrotondata, becco conico tozzo e forte, ali appuntite e coda squadrata.
Durante il periodo degli amori, il piumaggio presenta dicromatismo sessuale, mentre all'infuori di esso i due sessi presentano livrea piuttosto simile.

Il maschio in amore presenta testa, gola e parte centrale del petto di colore nero lucido, così come neri sono dorso, ali, codione e sottocoda: la coda, anch'essa nera, presenta dopo la muta del periodo degli amori (prima della quale il maschio presenta una livrea curiosamente simile a quella della peppola o dello zigolo di Lapponia) le due rettrici esterne lunghe circa il doppio del corpo e dalla forma appuntita, mentre le due centrali sono di forma arrotondata e munite di lunghe setole. La nuca e i lati del collo sono di color crema, il petto è di color nocciola-ramato, ed il ventre ed i fianchi sono di color bianco-sabbia.

Le femmine e i maschi in eclissi presentano invece livrea molto sobria e mimetica, con guance, gola, petto e ventre di colore grigio-biancastro (coi maschi che tendono a mostrare sfumature color bruno-nocciola su petto e scapole), fronte, vertice, ali e dorso di colore bruno, copritrici, remiganti e coda più scure (le prime due con orlo chiaro), con presenza di bande longitudinali più scure anche sulle singole penne dell'area dorsale (nonché su quelle delle scapole, che sono del colore più chiaro tipico invece dell'area ventrale), oltre che di un "sopracciglio" e di una "basetta" scuri rispettivamente su fronte e zona fra guancia e orecchio.
In ambedue i sessi gli occhi sono di colore bruno scuro, mentre le zampe ed il becco sono di colore carnicino nella femmina e nerastro nel maschio.

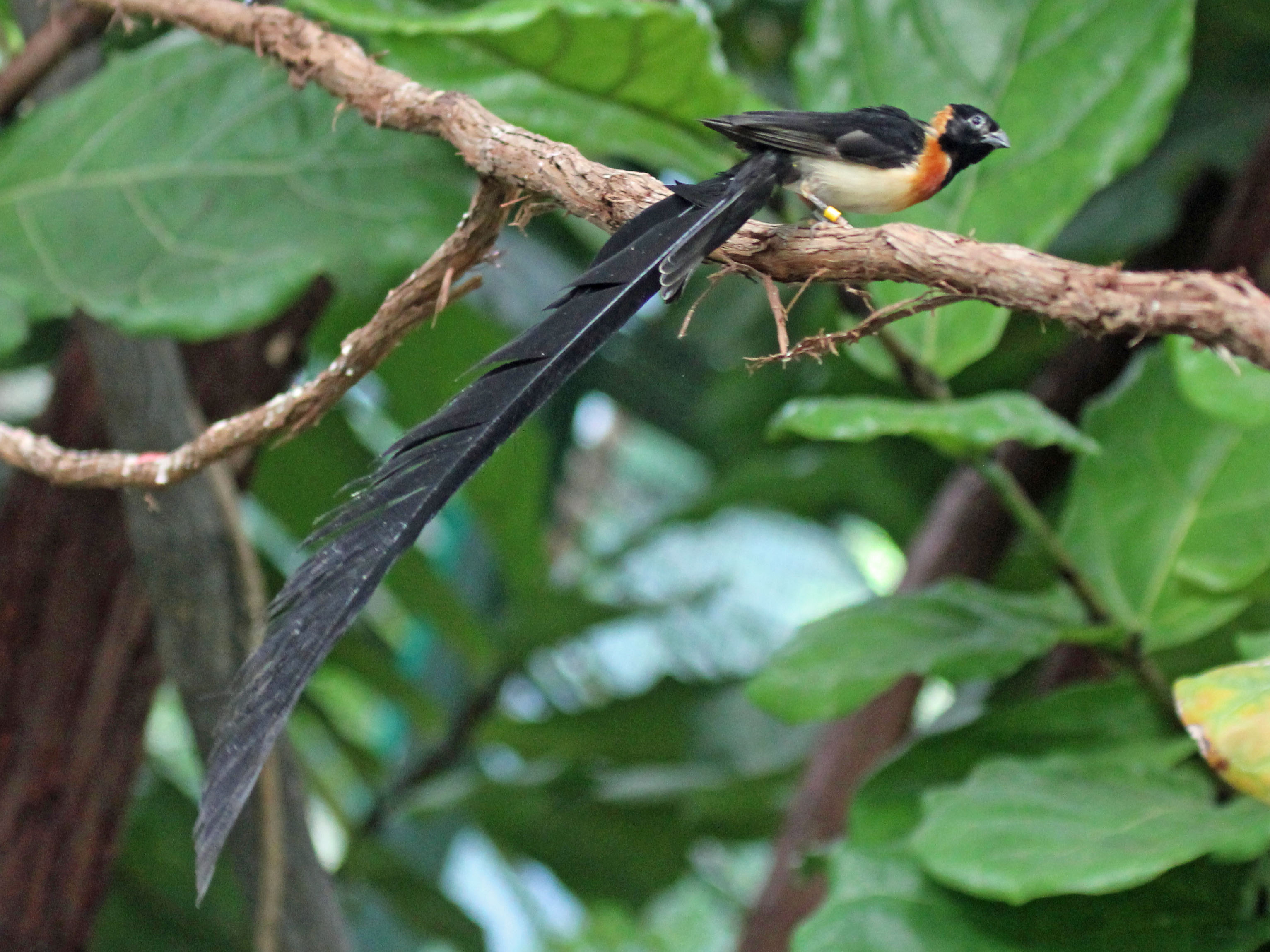
Maschio in riproduzione allo zoo di San Diego.
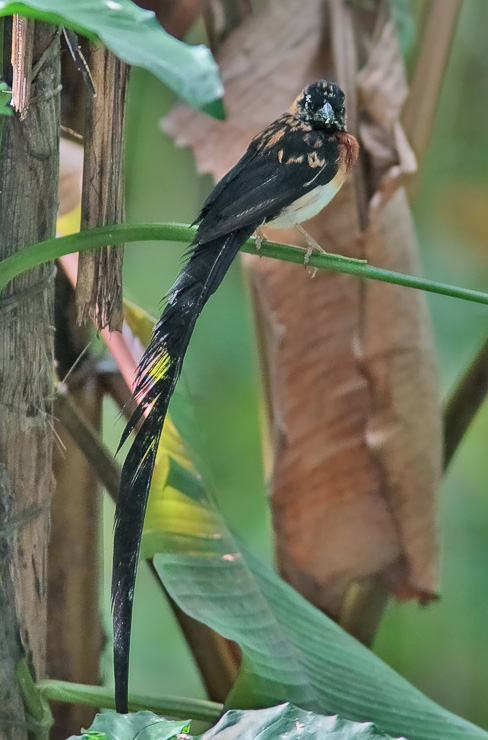
Maschio con piumaggio nuziale quasi definitivo.
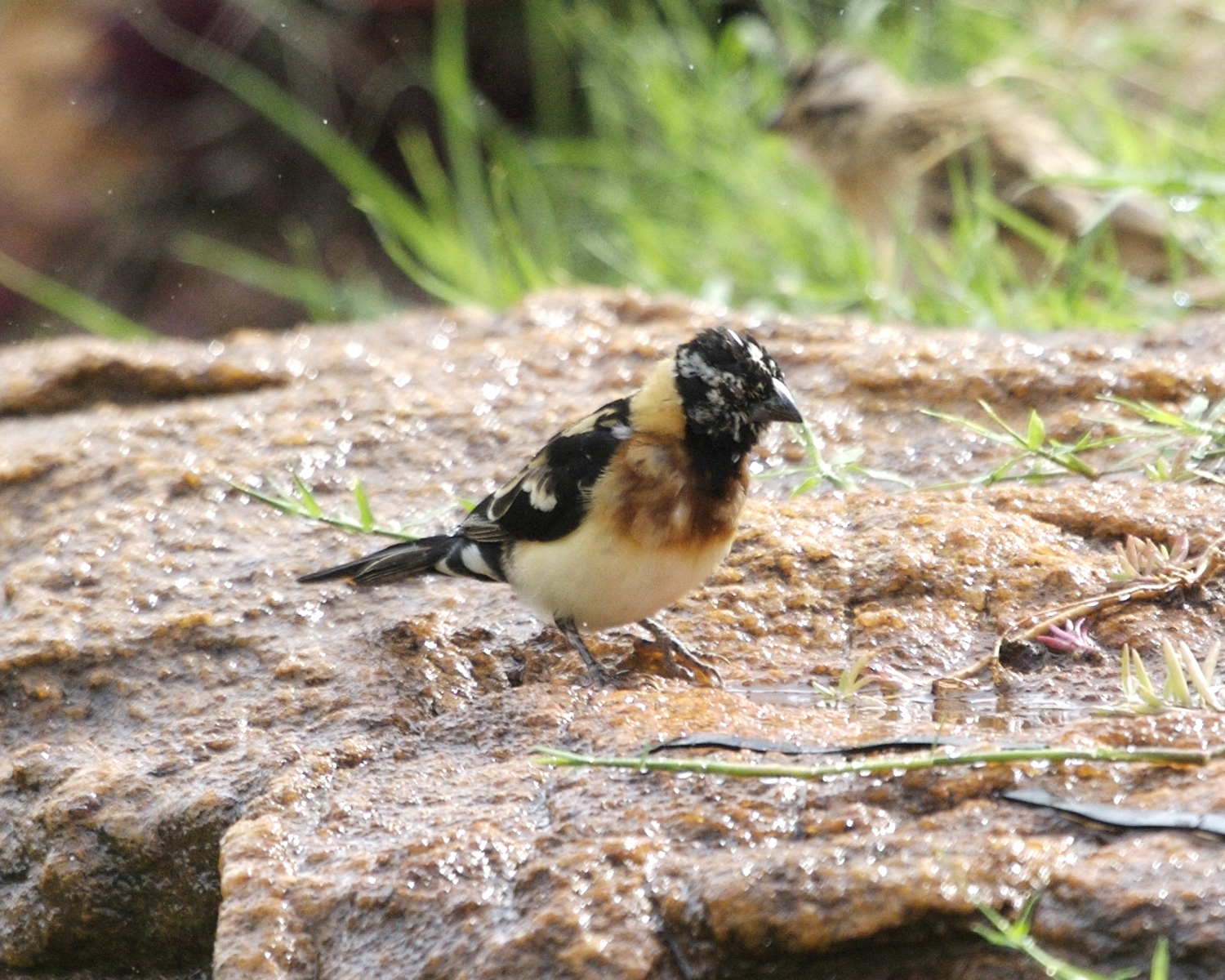
Maschio in eclissi nel parco nazionale dello Tsavo.
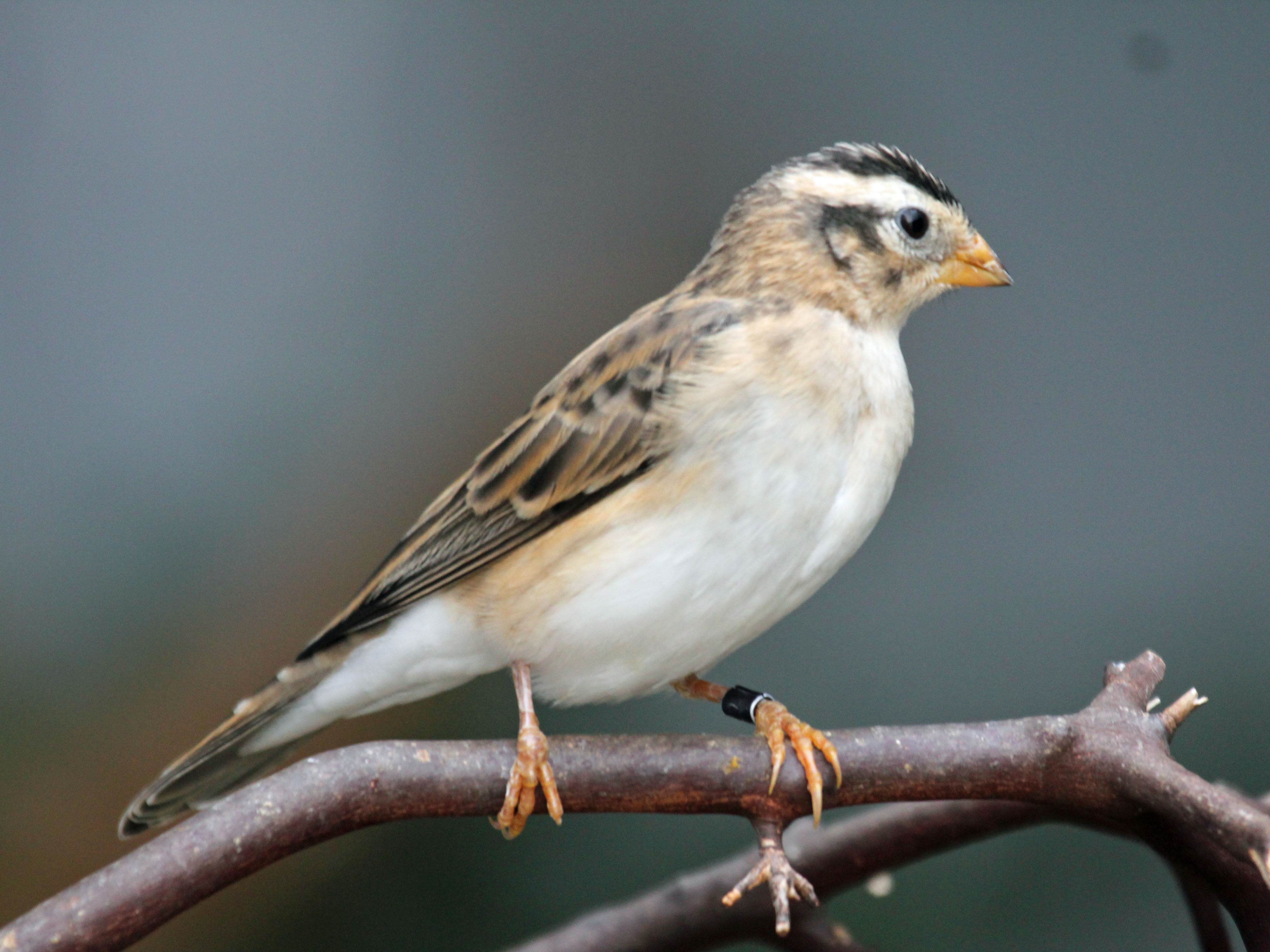
Femmina in cattività a Pittsburgh.

## Biologia

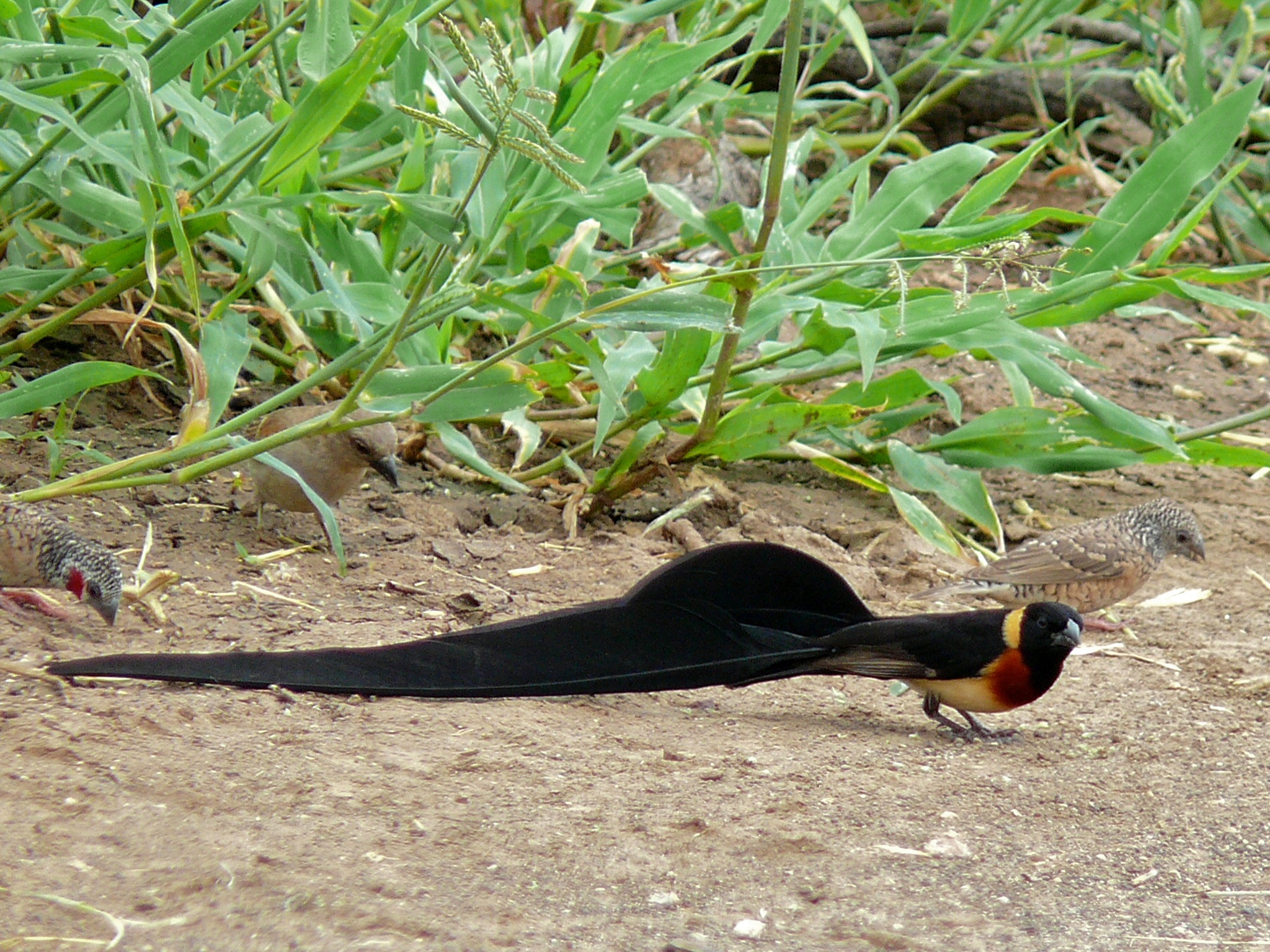
Maschio si nutre al suolo nel parco nazionale Kruger assieme a un gruppo di golatagliata.

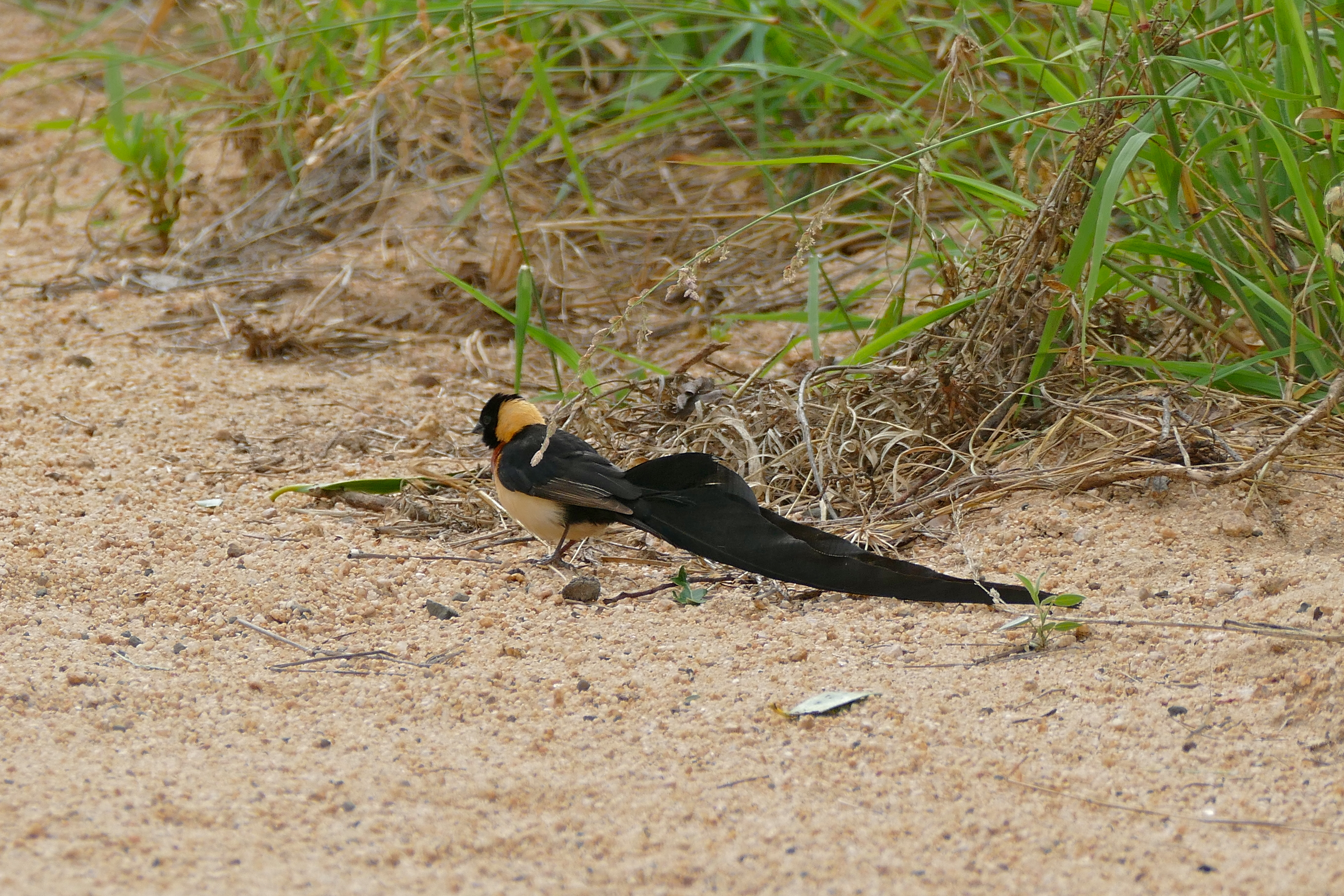
Maschio al suolo.

Si tratta di uccelli dalle abitudini diurne e (all'infuori della stagione degli amori, quando i maschi divengono territoriali) gregarie, che si riuniscono in stormi anche di una certa entità assieme ad altre specie di estrildidi e ploceidi, spostandosi assieme ad esse alla ricerca di cibo ed acqua durante la giornata e trovando riparo fra i rami al calar del sole, per passare la notte lontano da eventuali predatori.

### Alimentazione
La dieta della vedova del paradiso è essenzialmente granivora, costituendosi perlopiù di semi di piante erbacee che vengono reperiti prevalentemente al suolo: questi uccelli si nutrono inoltre anche di altri materiali di origine vegetale (foglioline tenere, germogli) e, sebbene piuttosto raramente, anche di alimenti di origine animale (soprattutto insetti e le loro larve, in particolare termiti durante il periodo della sciamatura).

### Riproduzione

Femmina al suolo in Kenya.

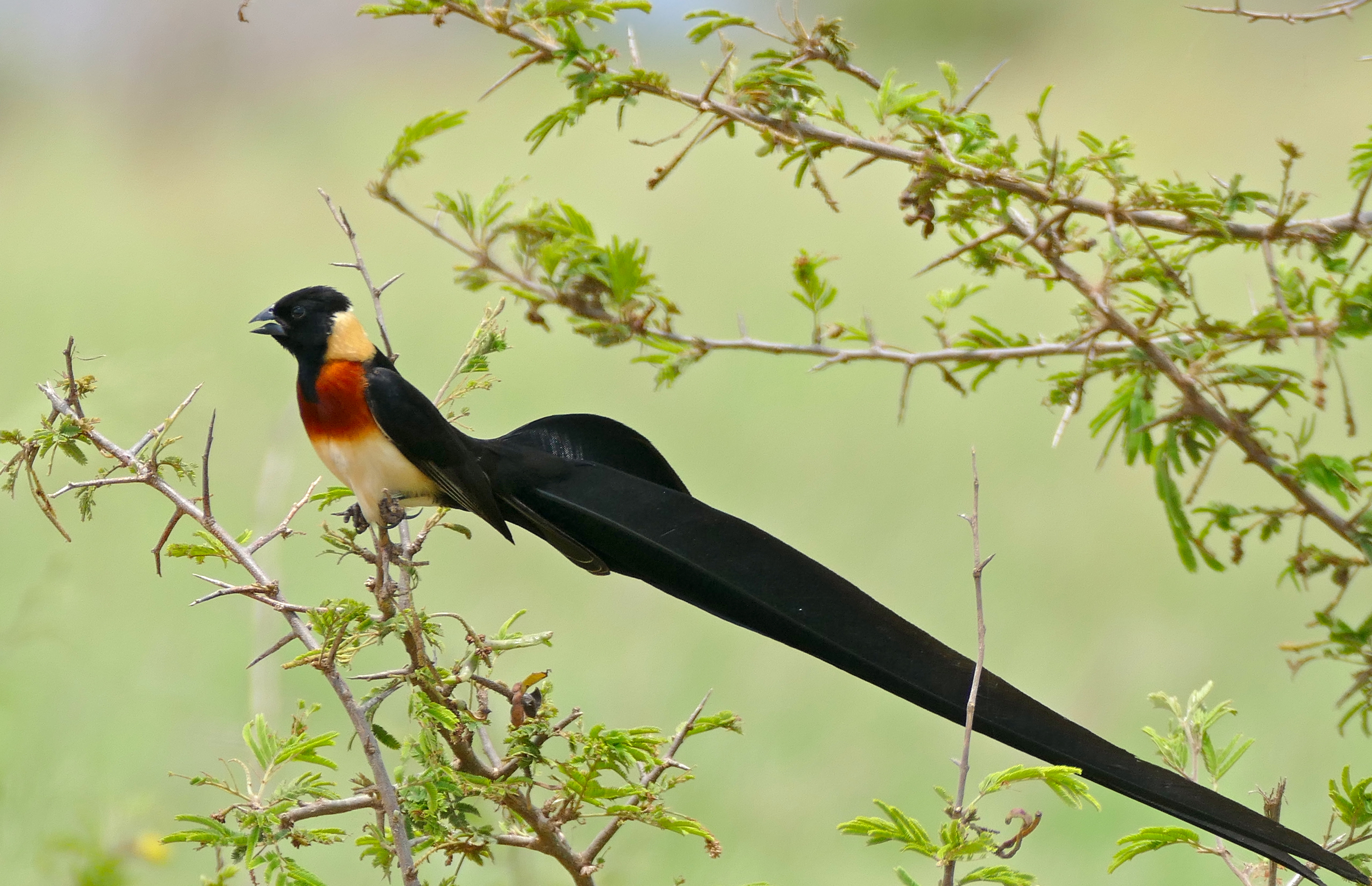
Maschio canta in Sudafrica.

La stagione degli amori va da maggio ad agosto, estendendosi fino a ottobre nel caso di anni piovosi: durante questo periodo, i maschi esibiscono una livrea nuziale molto sgargiante e divengono territoriali, esibendosi in lek con canti e voli rituali al fine di accoppiarsi col maggior numero possibile di femmine.
Dopo l'accoppiamento, il maschio e la femmina si separano. Questa specie mostra parassitismo di cova nei confronti del malba del Sudan: le femmine prendono di mira dei nidi di questi uccelli, attendendo momenti di distrazione o assenza dei legittimi occupanti per deporre al loro interno da 1 a 4 uova, per poi allontanarsene e disinteressarsi completamente del destino della prole.

I pulli di vedova del paradiso, alla schiusa (che avviene a circa due settimane dalla deposizione), presentano caruncole ai lati della bocca e disegni golari in tutto e per tutto simili ai propri fratellastri, rispetto ai quali sono lievemente più grandi: le due specie convivono nel nido per tutto il periodo giovanile, con le giovani vedove che seguono il ciclo vitale della specie parassitata (svezzamento e involo attorno alle tre settimane di vita ed indipendenza pochi giorni dopo) e spesso dopo il raggiungimento dell'indipendenza rimangono nello stesso stormo.

## Distribuzione e habitat

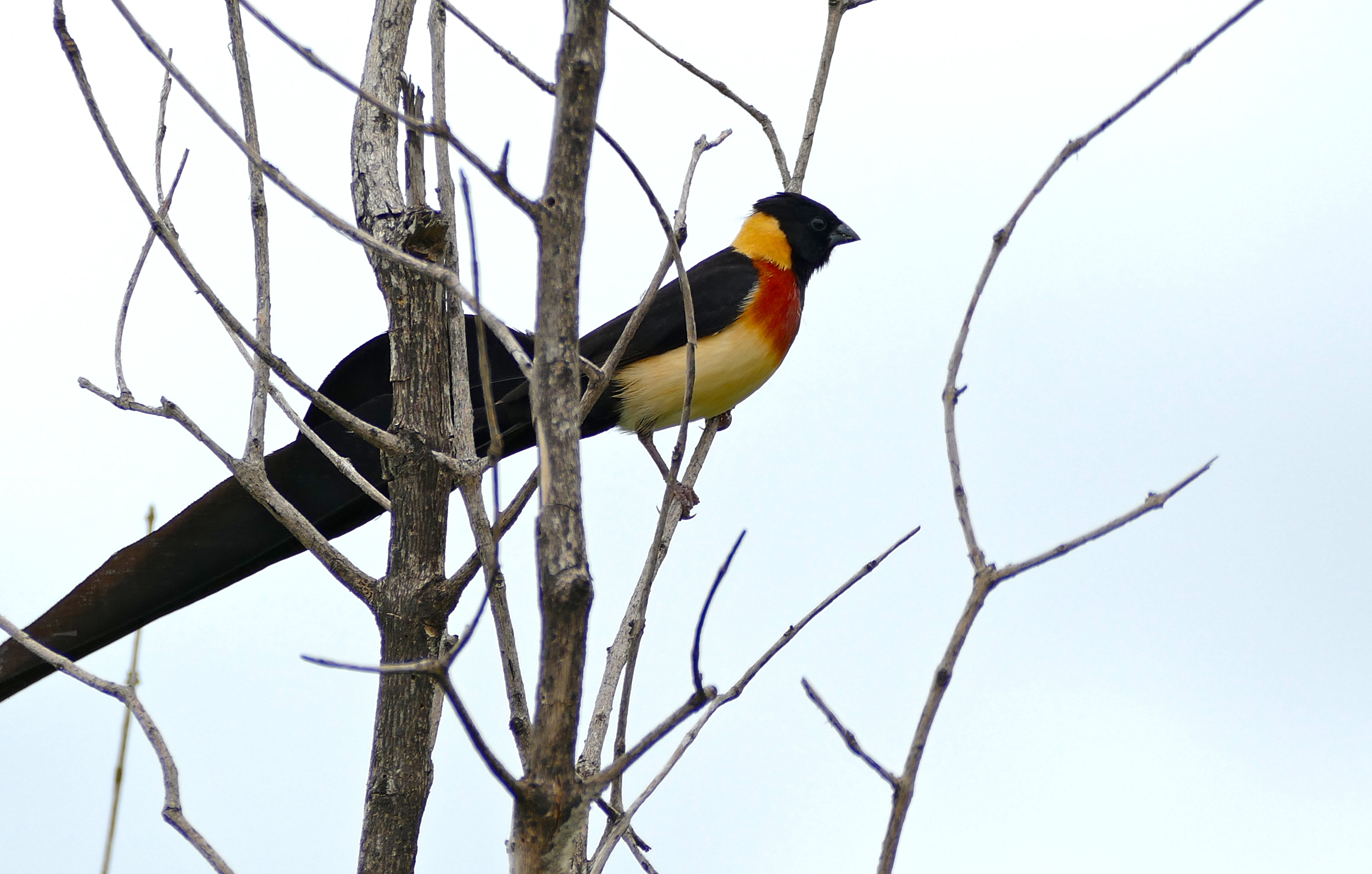
Maschio riproduttivo nel parco nazionale Kruger.

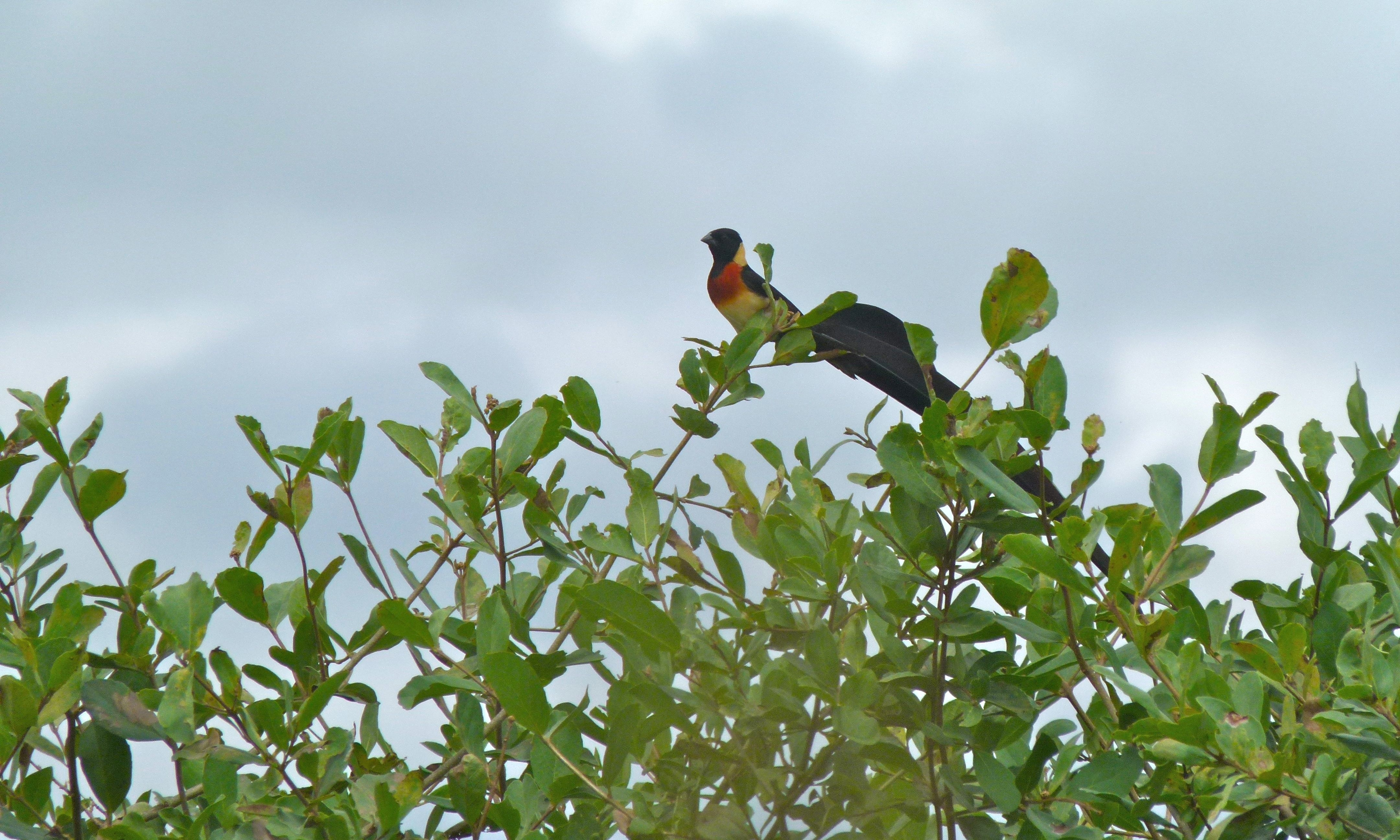
Maschio nella riserva naturale di Timbavati.

L'areale di questa specie comprende buona parte dell'Africa subsahariana, dal Sudan sud-orientale al Sudafrica nord-orientale, attraverso Sudan del Sud sud-orientale, Uganda nord-orientale, Etiopia (ad eccezione della porzione desertica orientale del paese), Somalia meridionale, Kenya, Tanzania, Kivu, Zambia meridionale, Malawi, Mozambico, Swaziland, Zimbabwe, Botswana centrale e sud-orientale, Namibia meridionale e centrale ed Angola meridionale e occidentale.
L'habitat della vedova del paradiso è rappresentato dalle aree aperte semiaride a copertura erbosa e con presenza di macchie cespugliose o alberate (specialmente ad acacia), come la savana o il miombo. Vive fino a 2200 m di quota, sebbene tenda a divenire più rara oltre i 1400 m.

## Tassonomia
Attualmente considerata monotipica, in passato alla specie venivano accorpate col rango di sottospecie le affini vedova del paradiso orientale, codalunga, settentrionale e codalarga, attualmente considerate specie a sé stanti: fra esse, la vedova del paradiso propriamente detta mostra particolare affinità con la vedova del paradiso codalarga, con la quale va a formare una superspecie. Talvolta viene proposto lo spostamento di tutte le specie di vedova del paradiso in un proprio genere, Steganura.